# Аглаоніка
Аглаоніка (Аганіса, дав.-гр. Ἀγλαονίκη) — давньогрецька жінка-астроном, II—I століття до нашої ери. Дочка астронома Гегетора (або Гегемона) з Фессалії. Вона згадується у працях Плутарха та анонімних нотатках до науки Аполлонія Родоського.
Аглаоніку називали Фессалійською відьмою за те, що вона вміла «примушувати Місяць зникнути з небосхилу». Насправді ж, Аглаоніка передбачала місячне затемнення. Загалом, прізвисько Фессалійські відьми використовувалось до декількох жінок III—I століття до н. е., які могли передбачати затемнення. Про Фессалійських відьом говорить Сократ у Платонівському діалозі «Горгіій».
Плутарх писав, Аглаоніка «вона добре знайома з фазами місяця, могла передбачати його затемнення, і, знаючи заздалегідь, коли місяць сховається під тінню Землі, робила так, щоб усі повірили, що це вона викрала місяць».

## Вшанування
- На честь Аглаоніки названо один з кратерів на Венері.[5]
- Також на її честь названо рід метеликів-совок Aglaonice.
- Аглаоніка є персонажем у фільмі Жана Кокто «Орфей» (1950), де вона є подругою Евридіки та лідером Ліги жінок. Роль Аглаоніки зіграла Жульєт Греко.
- Аглаоніка включена у мистецьку композицію художниці Джуді Чикаго «Поверх спадщини», де представлено 999 найвизначніших жінок історії.[8]
- Ім'я Аглаоніки згадується в давньогрецькому прислів'ї «Так, як місяць підпорядковується Аглаоніці». Прислів'я посилається на її любов до самохваління.[5]